# Национальный университет Экваториальной Гвинеи
Национа́льный университе́т Экваториа́льной Гвине́и (исп. Universidad Nacional de Guinea Ecuatorial, UNGE) — крупнейшее высшее учебное заведение Экваториальной Гвинеи.

## Структура
Университет включает в себя следующие подразделения:
- Факультет охраны окружающей среды (исп. Facultad de Medio Ambiente)
- Факультет искусств и социальных наук (исп. Facultad de Letras y Ciencias Sociales)
- Факультет естественно-научного образования (исп. Facultad de Ciencias de la Educación)
- Факультет медицинских наук (исп. Facultad de Ciencias Médicas)
- Факультет гуманитарных наук (исп. Facultad de Humanidades)
- Школа управления (исп. Escuela Universitaria de Administración)
- Школа исследований сельского хозяйства, рыболовства и лесоустройства (исп. Escuela Universitaria de Estudios Agropecuarios, Pesca y Forestal)
- Школа технических инженеров (исп. Escuela Universitaria de Ingenierías Técnicas)
- Школа здоровья и экологии (исп. Escuela Universitaria de Sanidad y Medio Ambiente)

Главный кампус располагается в столице страны Малабо (остров Биоко). Дополнительный кампус расположен в Бате (материковая часть Экваториальной Гвинеи).

## Международное сотрудничество
UNGE входит в сеть международного сотрудничества ибероамериканских университетов Организации ибероамериканских государств.
Также университет участвует в международных проектах ЮНЕСКО под патронажем Института Сервантеса.
Заключены соглашения о сотрудничестве с несколькими университетами в Испании (Национальный университет дистанционного образования, Университет Мигеля Эрнандеса в Эльче, Университет Алькала-де-Энарес), Франции (Университет Бордо I) и США (Университет Южной Каролины).